# 蘇泰安
蘇泰安（1966年1月1日—），臺灣企業主管，現任統一7-ELEVEn獅隊領隊。曾任上海Mister Donut總經理，在統一集團歷任多個管理職。

## 外部連結
- 蘇泰安在台灣棒球維基館上的頁面（繁體中文）